# Cryptazeca kobelti
Cryptazeca kobelti é uma espécie de gastrópode  da família Cochlicopidae.
É endémica de Espanha.